# Homem vitruviano
Homem vitruviano (ou homem de Vitrúvio) é um conceito apresentado na obra Os dez livros da Arquitetura, escrita pelo arquiteto romano Marco Vitruvio Polião, do qual o conceito herda no nome. O conceito é considerado um cânone das proporções do corpo humano, segundo um determinado raciocínio matemático e baseando-se, em parte, na proporção áurea. Desta forma, o homem descrito por Vitrúvio apresenta-se como um modelo ideal para o ser humano, cujas proporções são perfeitas, segundo o ideal clássico de beleza.

Nos dez livros sobre arquitetura, de Vitrúvio (Em latin. De architectura libri decem). O Homem não foi ilustrado em nenhuma de suas versões, o que encorajou o imaginário de muitos artistas posteriores, incluindo Francesco di Giorgio, Leonardo da Vinci, Albrecht Dürer, Robert Fludd, etc. Vitruvius fez com que seja entre outras coisas, a teoria de pessoas bem torneadas com uma proporção ideal do corpo do outro em (figuratus homo bene Latina.):

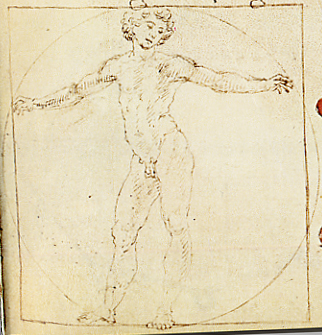
Francesco di Giorgio
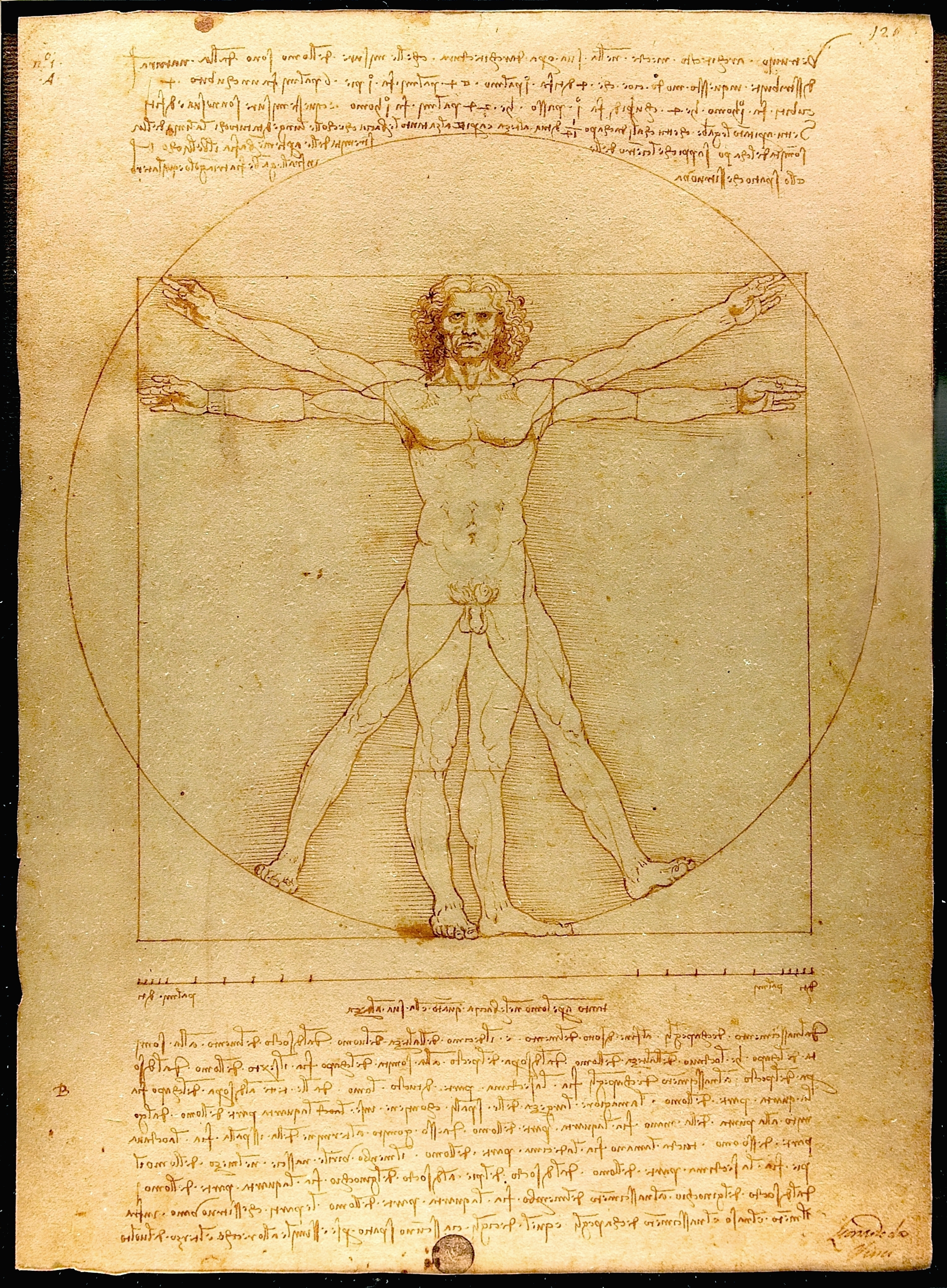
Leonardo da Vinci.
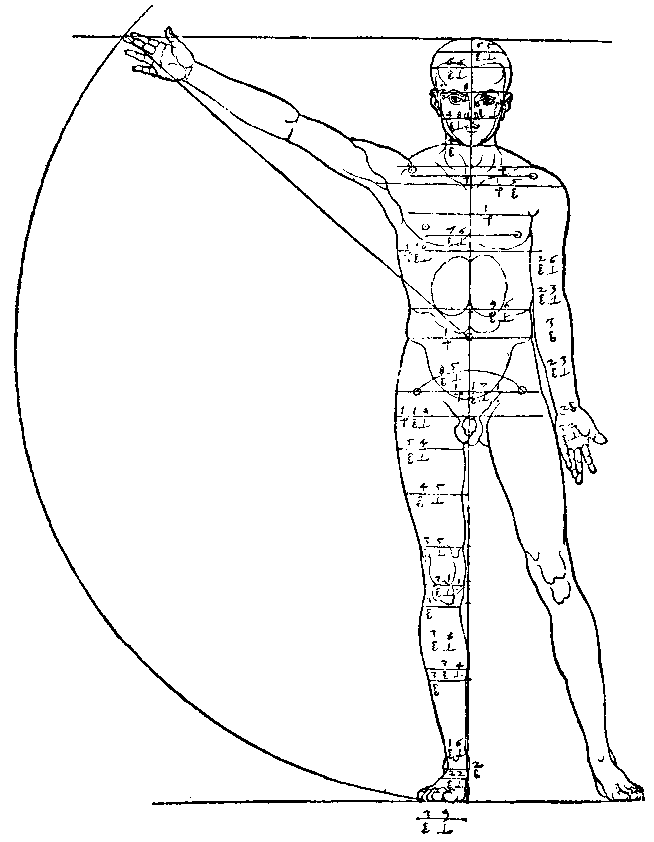
Albrecht Dürer
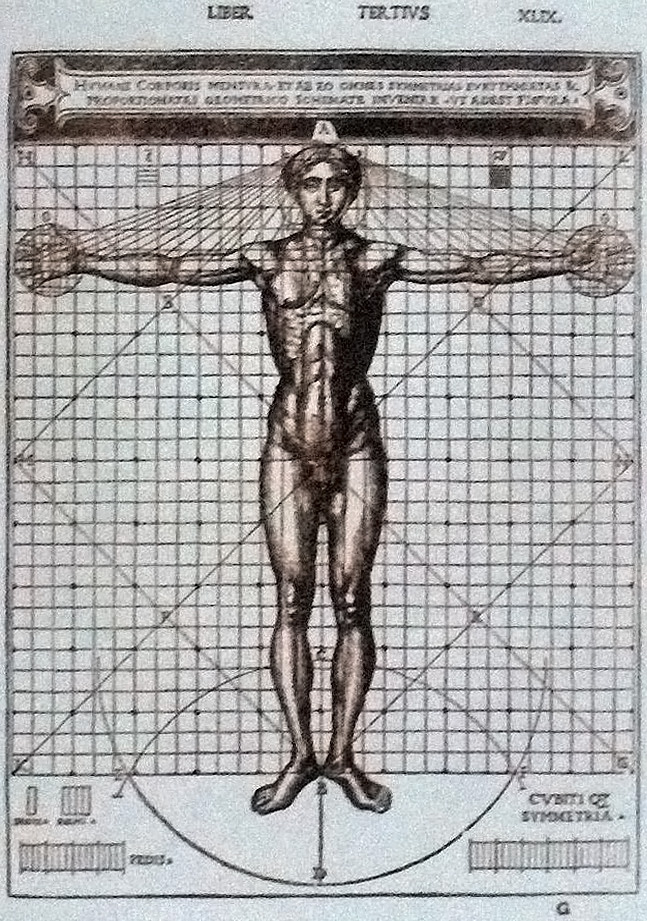
Cesare Cesariano
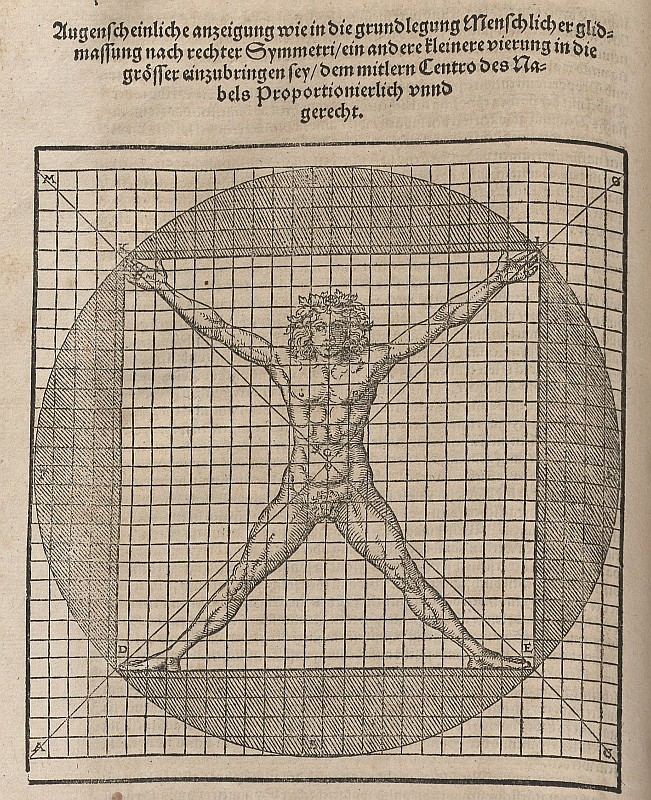
Walther Hermann Ryff
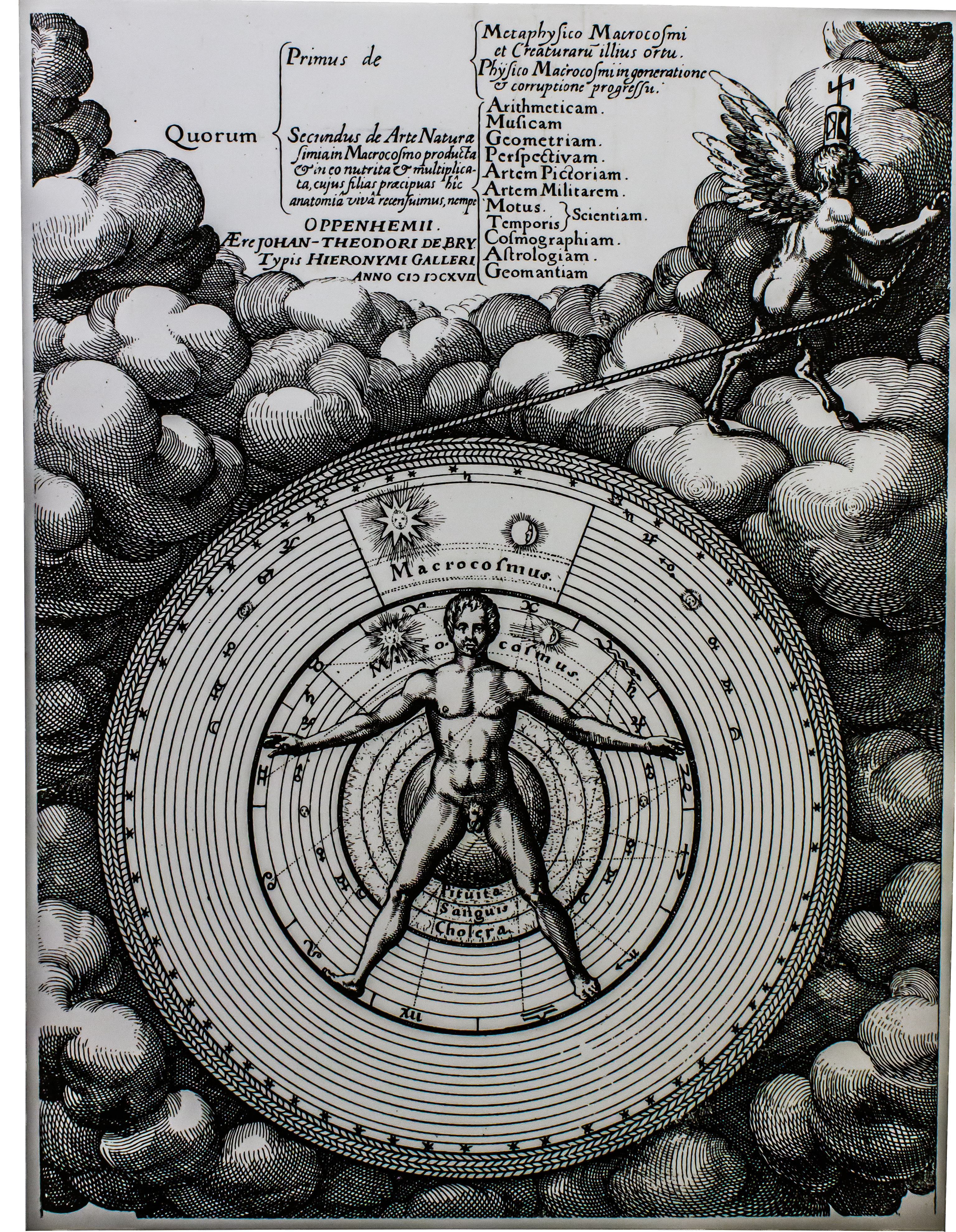
Robert Fludd

Originalmente, Vitrúvio apresentou o cânone tanto de forma textual (descrevendo cada proporção e suas relações) quanto através de desenhos. Porém, à medida que os documentos originais perdiam-se e a obra passava a ser copiada durante a Idade Média, a descrição gráfica foi perdida. Desta forma, com a redescoberta dos textos clássicos durante o Renascimento, uma série de artistas, arquitetos e tratadistas dispuseram-se a interpretar os textos vitruvianos a fim de produzir novas representações gráficas. Dentre elas, a mais famosa e (hoje) difundida é a de Leonardo da Vinci que acompanhava as notas que Leonardo fez no ano 1490 num dos seus diários.

## Representações do homem vitruviano
- Homem Vitruviano (desenho de Leonardo da Vinci)
- Antropocentrismo
- Escala humana